# Andrew Lambert
Andrew Lambert FRHistS (født 31. december 1956) er en britisk søfartshistoriker, der siden 2001 har været Laughton Professor of Naval History i Department of War Studies, King's College London.
Han læste moderne international historie på Bristol Polytechnic fra 1983-1987.
Han har skrevet adskillige bøger og flere videnskabelige artikler.